# Castel Sant'Angelo (Italia)
Castel Sant'Angelo es una localidad y comuna italiana de la provincia de Rieti, región de Lacio, con 1.237 habitantes.

## Evolución demográfica
| Gráfica de evolución demográfica de Castel Sant'Angelo entre 1861 y 2001 |
|                                                                          |
| Fuente ISTAT - elaboración gráfica de Wikipedia                          |